# تام آدی
تام آدی (انگلیسی: Tom Adey; ۲۲ فوریهٔ ۱۹۰۱ – ۳۱ ژانویهٔ ۱۹۸۶) بازیکن فوتبال اهل بریتانیا بود.
از باشگاه‌هایی که در آن بازی کرده‌است می‌توان به باشگاه فوتبال هال سیتی، باشگاه فوتبال نورث‌همپتون تاون، و باشگاه فوتبال سوئیندون تاون اشاره کرد.